# David Brentel
David Brentel (* um 1556 in Lauingen; † 25. Juni 1615 ebenda) war ein schwäbischer Maler, Zeichner und Kupferstecher. Er war ein Sohn des Malers Georg Brentel des Älteren sowie ein Bruder des Malers Elias Brentel und ein Halbbruder des Malers Friedrich Brentel.

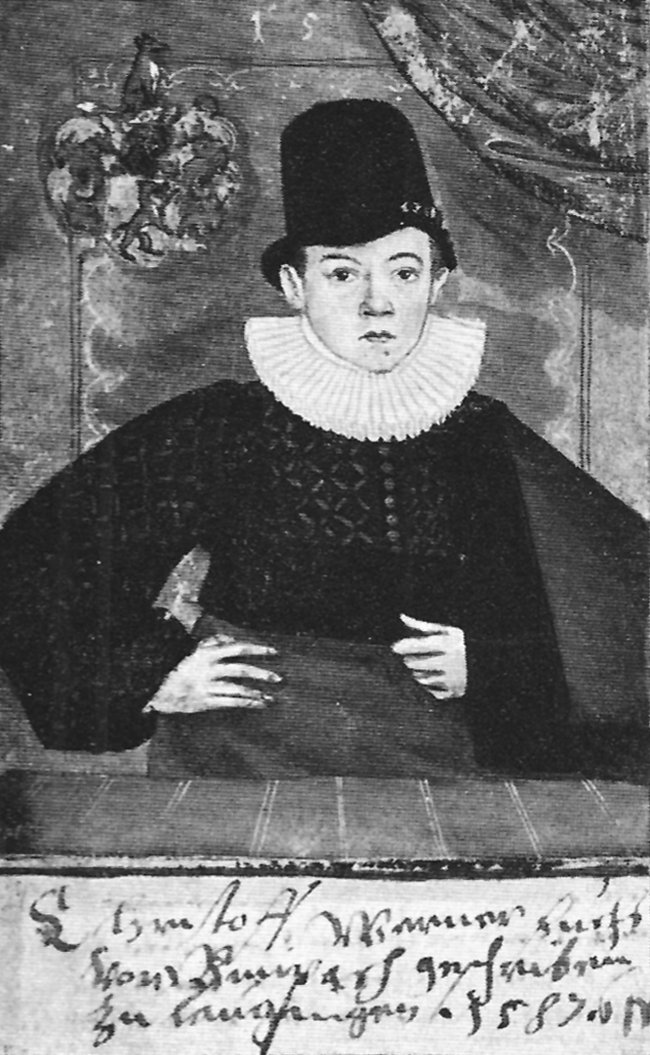
David Brentel: Chr. W. Fuchs von Bimbach (Porträtminiatur aus dem Weihenmayer-Stammbuch, 1587)

## Leben
David Brentel war das dritte Kind (erster Sohn) aus der Ehe seines Vaters mit dessen erster Ehefrau Barbara. Sein Handwerk lernte er von seinem Vater, sein Malstil entspricht vollkommen dem seinigen. Am 9. Mai 1580 heiratete David Brentel Brigitta Neudthardt aus Lauingen. Aus dieser Ehe ist der Sohn Conrad (* 23. Februar 1581) entsprungen, der ebenfalls Maler wurde. Im Gegensatz zum Vater blieb David Brentel in Lauingen, wo er sein ganzes Leben wirkte – überwiegend als Wappen- und Miniaturmaler.
Brentel wohnte zunächst zur Miete in der Marktgasse und seit 1586 im eigenen Haus in der Hüebersgasse. Seine Steuerzahlungen aus den Jahren 1587 und 1589 (3 lb 9 ß) lassen vermuten, dass es ihm an Aufträgen nicht fehlte und dass sein Einkommen mehr als ausreichend war.
Brentel genoss Ansehen in Lauingen und wurde in den Rat von Lauingen aufgenommen.
Brentels Werk ist weitgehend verschollen. Die zwei Stammbücher, die im Germanischen Nationalmuseum erhalten sind, enthalten Arbeiten, die Wappen, Bildnisse, allegorische Figuren, Szenen aus der römischen Geschichte und aus dem Neuen Testament umfassen. Sie beweisen seine Fähigkeiten als qualitätsvoller Bildnis-Miniaturmaler (Weihenmayer-Stammbuch) und als guter Wappenmaler (Reutter-Stammbuch). Ferner wird ihm eine Folge von zehn Radierungen mit Passionsszenen nach Albrecht Dürer (1592/93) zugeschrieben.

## Erhaltene Arbeiten
- Stammbuch des Ulrich Reutter [Gymnasiast in Lauingen] mit Eintragungen ab 1582 (Germanisches Nationalmuseum Nürnberg)
- Stammbuch des Anton Weihenmayer [späterer Bürgermeister von Lauingen] mit Eintragungen 1585–88 (Germanisches Nationalmuseum Nürnberg)
- 1586 Ahnentafel der Brüder Hainzel (Radierung, ehemals Staatliche Graphische Sammlung München[7])